# James Abraham Theodore Cohen Stuart
James Abraham Theodore Cohen Stuart (Alkmaar, 1818 – Den Haag, 18 november 1883) was een Nederlands ambtenaar en politicus.
Hij werd geboren als zoon van James Cohen Stuart en Petronella Wilhelmina Stuart. Hij was langdurig werkzaam bij het Ministerie van Financiën. In 1847 promoveerde hij daar van adjunct-commies tot commies, begin 1860 volgde promotie tot hoofdcommies en een half jaar later werd hij referendaris bij dat ministerie.
Cohen Stuart verhuisde in 1866 naar Suriname omdat hij in die kolonie C.H. Immerzeel ging opvolgen als Administreur van Financiën. Hij zou 8 jaar die functie blijven vervullen.
Daarnaast was Cohen Stuart actief in de politiek. In 1871 werd hij door de gouverneur benoemd tot lid van de Koloniale Staten. Ruim een jaar later stapte hij op als Statenlid.
Cohen Stuart keerde in 1874 keerde terug naar Nederland waar hij de boeken "Suriname's financiën 1867-1874" (1874) en "De pasmunt, een gevaar voor den fiscus" (1876) schreef.
Cohen Stuart overleed in 1883 op 64-jarige leeftijd.
Uit zijn huwelijk met Cornelia Beijerinck had hij een zoon: William James Cohen Stuart (1857-1935).